# Phước Kim
Phước Kim là một xã thuộc huyện Phước Sơn, tỉnh Quảng Nam, Việt Nam.
Xã Phước Kim có diện tích 130,24 km², dân số năm 2019 là 1.032 người, mật độ dân số đạt 8 người/km².